# ジョン・パトリック (脚本家)
ジョン・パトリック（John Patrick、1905年5月17日 - 1995年11月7日）は、アメリカ合衆国の脚本家。

## 参加作品
- 栄光の座
- 小さな奇跡
- 栄光の座
- ジゴ
- スージー・ウォンの世界
- 走り来る人々
- 魅惑の巴里
- 戦う太鼓
- 八月十五夜の茶屋
- 上流社会
- 慕情
- 愛の泉
- 真紅の女
- 魅惑
- 命ある限り